# Madurāntakam
Madurāntakam är en ort i Indien.   Den ligger i distriktet Kancheepuram och delstaten Tamil Nadu, i den södra delen av landet, 1 800 km söder om huvudstaden New Delhi. Madurāntakam ligger 30 meter över havet och antalet invånare är 29 743.
Terrängen runt Madurāntakam är mycket platt. Runt Madurāntakam är det tätbefolkat, med 369 invånare per kvadratkilometer. Madurāntakam är det största samhället i trakten. Omgivningarna runt Madurāntakam är en mosaik av jordbruksmark och naturlig växtlighet.